# Sinacroneuria yiui
Sinacroneuria yiui är en bäcksländeart som först beskrevs av Wu, C.F. 1935.  Sinacroneuria yiui ingår i släktet Sinacroneuria och familjen jättebäcksländor. Inga underarter finns listade i Catalogue of Life.